# بين إيغر
بين إيغر هو لاعب هوكي الجليد كندي، ولد في 22 يناير 1984 في أوتاوا في كندا.

## وصلات خارجية
- بين إيغر على موقع دوري الهوكي الوطني (الإنجليزية)
- بين إيغر على موقع قاعة مشاهير الهوكي (لاعب أن.إتش.أل) (الإنجليزية)
- بين إيغر على موقع EliteProspects.com (الإنجليزية)
- بين إيغر على موقع HockeyDB.com (الإنجليزية)
- بين إيغر على موقع Hockey-Reference.com (الإنجليزية)